# Vanderson de Oliveira Campos
Vanderson de Oliveira Campos (Rondonóplis, Mato Grosso; 21 de juny de 2001), conegut simplement com a Vanderson, és un futbolista professional brasiler que juga com a lateral dret al Mònaco, de la Ligue 1 francesa. Ha estat internacional amb la selecció brasilera.

## Carrera
El 18 de desembre de 2020, Vanderson va signar un contracte de 4 anys amb Grêmio. Va fer el seu debut com a professional amb el club en una victòria per 2-1 al Campeonato Brasileiro Série A contra l'Atlético Goianiense, el 28 de desembre de 2020.
L'1 de gener de 2022, Vanderson va signar pel Mònaco, club de la Ligue 1, amb un contracte fins al juny de 2027. La quota de transferència pagada a Grêmio va ser d'11 milions d'euros.

## Palmarès
Grêmio
- Subcampió de la Copa del Brasil: 2020
- Campeonato Gaúcho: 2021
- Recopa Gaucha: 2021